# Paradoja de la radiación de partículas cargadas en un campo gravitatorio
La paradoja de la radiación de partículas cargadas en un campo gravitatorio es un resultado aparentemente contradictorio en el contexto de la relatividad general. Una partícula cargada en reposo en un campo gravitatorio, como en la superficie de la Tierra, debe estar sostenida por una fuerza para evitar que caiga. Según el principio de equivalencia, debería ser indistinguible de una partícula en un espacio-tiempo plano acelerada por una fuerza. Las ecuaciones de Maxwell dicen que una carga acelerada debería emitir una radiación electromagnética, pero tal radiación no se observa en partículas estacionarias en campos gravitatorios.
Uno de los primeros en estudiar este problema fue Max Born en su artículo de 1909 sobre los fenómenos asociados a una carga en un sistema uniformemente acelerado. Wolfgang Pauli (1918), Max von Laue (1919), y otros plantearon anteriormente problemas similares y posibles soluciones, pero el trabajo más reconocido sobre el tema es la solución planteada por Thomas Fulton y Fritz Rohrlich en 1960.

## Antecedentes
A partir de las ecuaciones de Maxwell de la electrodinámica clásica se deduce que una carga eléctrica acelerada emite una radiación. Es decir, produce un campo eléctrico cuyo valor se rige por la ley {\displaystyle 1/r}, además de su campo de Coulomb {\displaystyle 1/r^{2}} en reposo. Este campo eléctrico en forma de radiación está acompañado de un campo magnético, y todo el campo de la radiación electromagnético oscilante se propaga independientemente de la carga acelerada, absorbiendo impulso y energía. La energía de la radiación la proporciona el trabajo que acelera la carga.
La teoría de la relatividad general se basa en el principio de equivalencia de la gravitación y de la inercia. Este principio establece que es imposible distinguir mediante cualquier medición local si un cuerpo está sometido a un campo gravitatorio o si está siendo acelerado. Un ascensor en el espacio profundo, lejos de cualquier planeta, podría imitar el efecto de un campo gravitatorio para sus ocupantes si pudiera acelerarse continuamente "hacia arriba". Tanto si la aceleración proviene del movimiento o de la gravedad, no hay diferencia en las leyes de la física. También se puede entender en términos de la equivalencia de las llamadas masa gravitatoria y masa inercial. La masa en la ley de gravitación universal (masa gravitatoria) es la misma que la masa en la segunda ley del movimiento de Newton (masa inercial). Se cancelan cuando se equipara, con el resultado descubierto por Galileo Galilei en 1638, de que todos los cuerpos caen al mismo ritmo en un campo gravitatorio, independientemente de su masa. Una famosa demostración de este principio se realizó en la Luna durante la misión Apolo 15, cuando un martillo y una pluma se dejaron caer al mismo tiempo y llegaron a la superficie al mismo tiempo.
Estrechamente relacionado con esta equivalencia está el hecho de que la gravedad desaparece en caída libre. En el caso de los objetos que caen en un ascensor cuyo cable está cortado, todas las fuerzas gravitatorias desaparecen, y las cosas empiezan a flotar y a comportarse como en el entorno de ingravidez que se ve en los vídeos de la Estación Espacial Internacional. Es un principio de la relatividad general que cualquier objeto en caída libre tiene el mismo comportamiento. Al igual que ocurre con la aceleración frente a la gravedad, ningún experimento debería poder distinguir los efectos de la caída libre en un campo gravitatorio y el de estar en el espacio profundo, lejos de cualquier fuerza.

## Enunciado de la paradoja
La paradoja surge al combinar estos dos hechos básicos de la relatividad general y de la electrodinámica. Porque si se deja caer juntas una partícula neutra y una partícula cargada en un campo gravitatorio, la partícula cargada debería comenzar a emitir radiación a medida que se acelera bajo la gravedad, perdiendo así energía y ralentizándose en relación con la partícula neutra. Entonces, un observador en caída libre podría distinguir la caída libre de la verdadera ausencia de fuerzas, porque una partícula cargada en caída libre en un laboratorio comenzaría a ser arrastrada hacia arriba en relación con las partes neutras del laboratorio, incluso aunque no estuvieran presentes campos eléctricos obvios.
De manera equivalente, se puede pensar en una partícula cargada en reposo en un laboratorio en la superficie de la Tierra. Para estar en reposo, debe estar sostenida por algo que ejerza una fuerza hacia arriba. Este sistema equivale a estar en el espacio exterior acelerando constantemente hacia arriba a 1 g, y se sabe que una partícula cargada acelerada hacia arriba a 1 g emitiría radiación, y entonces, ¿por qué no se ve que estas partículas cargadas emitan radiación? Parecería que se puede distinguir entre un campo gravitatorio y una aceleración, porque aparentemente una carga eléctrica solo irradia cuando se acelera mediante el movimiento, pero no mediante la gravitación.

## Resolución de Rohrlich
La resolución de esta paradoja, como la de la paradoja de los gemelos y la de la paradoja de la escalera, se logra mediante un análisis detallado para  distinguir los sistemas de referencia involucrados en el fenómeno estudiado. En esta sección se sigue el análisis realizado por Fritz Rohrlich (1965), que demostró que una partícula cargada y una partícula neutra caen con la misma rapidez en un campo gravitatorio. Asimismo, una partícula cargada en reposo en un campo gravitatorio no irradia en su sistema de referencia en reposo, pero sí en el marco de un observador en caída libre.: 13–14  En consecuencia, el principio de equivalencia se conserva para partículas cargadas.
La clave es darse cuenta de que las leyes de la electrodinámica, las ecuaciones de Maxwell, se cumplen solo dentro de un sistema de referencia inercial, es decir, en un marco en el que todas las fuerzas actúan localmente y no hay aceleración neta cuando las fuerzas locales netas son cero. El marco podría estar en caída libre bajo la gravedad o lejos en el espacio, lejos de cualquier fuerza. La superficie de la Tierra "no" es un sistema inercial, ya que permanece constantemente acelerado. Se sabe que la superficie de la Tierra no es un sistema inercial porque un objeto en reposo allí puede no permanecer en reposo: los objetos en reposo caen al suelo cuando se sueltan. La gravedad es una “fuerza” ficticia no local dentro del marco de la superficie de la Tierra, al igual que la “fuerza” centrífuga. De modo que no se pueden formular ingenuamente expectativas basadas en las ecuaciones de Maxwell en este marco. Es notable que ahora se comprende que las ecuaciones relativistas especiales de Maxwell no se cumplen, estrictamente hablando, en la superficie de la Tierra, a pesar de que fueron descubiertas en experimentos eléctricos y magnéticos realizados en laboratorios en la superficie de la Tierra (esto es similar a cómo el concepto de mecánica en un marco inercial no es aplicable a la superficie de la Tierra -incluso sin tener en cuenta la gravedad- debido a su rotación, como por ejemplo, en el caso del péndulo de Foucault, aunque originalmente se descubrieron considerando experimentos e intuiciones terrestres). En este caso, no se pueden aplicar las ecuaciones de Maxwell a la descripción de una carga que cae en relación con un observador no inercial "sujeto" (es decir, no en caída libre).
Las ecuaciones de Maxwell se pueden aplicar en relación con un observador en caída libre, porque la caída libre es un sistema inercial. Así pues, el punto de partida de las consideraciones es trabajar en el marco en caída libre en un campo gravitatorio: un observador "que cae". En el marco en caída libre, las ecuaciones de Maxwell tienen su forma habitual de espacio-tiempo plano para el observador que está cayendo. En este marco, los campos eléctrico y magnético de la carga son simples: el campo eléctrico que cae es simplemente el campo de Coulomb de una carga en reposo y el campo magnético es cero. Además, debe tenerse en cuenta que se está incorporando el principio de equivalencia desde el inicio, incluida la suposición de que una partícula cargada cae tan rápido como una partícula neutra.
Los campos medidos por un observador soportado por la superficie de la Tierra son diferentes. Dados los campos eléctricos y magnéticos en el marco en caída libre, se tienen que transformar estos campos en el marco del observador soportado por la superficie terrestre. Esta manipulación "no" es una transformación de Lorentz, porque entre los dos sistemas de referencia existe una aceleración relativa. En su lugar, se deben utilizar las herramientas de la relatividad general.
En este caso, el campo gravitatorio es ficticio porque puede "transformarse" eligiendo adecuadamente el sistema de coordenadas en el sistema en caída libre. A diferencia del campo gravitatorio total de la Tierra, aquí se supone que el espacio-tiempo es localmente plano, de modo que el tensor de curvatura se anula. De manera equivalente, las líneas de aceleración gravitatorio son paralelas en todas partes, sin convergencias medibles en el laboratorio. En consecuencia, se pueden escribir los elementos métricos y de línea estáticos, del espacio plano, cilíndricos y de línea más generales:
{\displaystyle c^{2}d\tau ^{2}=u^{2}(z)c^{2}dt^{2}-\left({\frac {c^{2}}{g}}{\frac {du}{dz}}\right)^{2}dz^{2}-dx^{2}-dy^{2},}
donde {\displaystyle c} es la velocidad de la luz, {\displaystyle \tau } es el tiempo propio, {\displaystyle x,y,z,t} son las coordenadas habituales del espacio y del tiempo, {\displaystyle g} es la aceleración del campo gravitatorio y {\displaystyle u(z)} es una función arbitraria de las coordenadas pero que debe aproximarse al valor newtoniano observado de {\displaystyle 1+gz/c^{2}}. Esta fórmula es la métrica del campo gravitatorio medido por el observador situado sobre la superficie terrestre.
Mientras tanto, la métrica en el marco del observador que cae es simplemente la métrica de Minkowski:
{\displaystyle c^{2}d\tau ^{2}=c^{2}dt'^{2}-dz'^{2}-dx'^{2}-dy'^{2}.}
A partir de estas dos métricas, Rohrlich construyó la transformación de coordenadas entre ellas:
{\displaystyle {\begin{aligned}x'&=x,\\y'&=y,\\{\frac {g}{c^{2}}}(z'-z_{0}')&=u(z)\cosh \left({\frac {g}{c}}(t-t_{0})\right)-1,\\{\frac {g}{c}}(t'-t_{0}')&=u(z)\sinh \left({\frac {g}{c}}(t-t_{0})\right).\end{aligned}}}
Cuando esta transformación de coordenadas se aplica a los campos eléctrico y magnético de la carga en el sistema en reposo, se descubre que está "emitiendo radiación". Rohrlich destacó que esta carga permanece en reposo en su marco en caída libre, tal como lo haría una partícula neutra. Además, la tasa de radiación para esta situación es invariante de Lorentz, pero no es invariante bajo la transformación de coordenadas anterior porque no es una transformación de Lorentz.
¿Qué pasa entonces con una carga situada sobre la superficie terrestre? ¿No emitiría radiación debido al principio de equivalencia? Para responder a esta pregunta, analícese de nuevo el sistema de referencia en caída libre.
Como se observa desde el marco en caída libre, la carga situada sobre la superficie parece acelerarse uniformemente hacia arriba. Rohrlich trató el caso de la aceleración constante de una carga. Una carga {\displaystyle e} uniformemente acelerada a una tasa {\displaystyle g} tiene una tasa de radiación dada por el invariante de Lorentz:
{\displaystyle R={\frac {2}{3}}{\frac {e^{2}}{c^{3}}}g^{2}.}
Los correspondientes campos eléctricos y magnéticos de una carga acelerada también los detalló Rohrlich. Para encontrar los campos de la carga en el marco de referencia situado sobre la superficie terrestre, los campos de la carga uniformemente acelerada se transforman de acuerdo con la transformación de coordenadas dada anteriormente. Cuando se hace esto, no se encuentra "ninguna radiación" en el marco fijo a la superficie procedente de una carga en reposo, porque el campo magnético es cero en este marco de referencia. Rohrlich señaló que el campo gravitatorio distorsiona ligeramente el campo de Coulomb de la carga en la superficie terrestre, pero no lo suficiente como para ser observable. Entonces, aunque la ley de Coulomb se descubrió en un sistema de referencia soportado por la superficie terrestre, la relatividad general afirma que el campo de tal carga no es exactamente {\displaystyle 1/r^{2}}.

### ¿Dónde está la radiación?
La radiación de la carga soportada por la superficie terrestre vista en el marco en caída libre (o viceversa) es algo curioso: ¿adónde va? David G. Boulware (1980) descubrió que la radiación entra en una región del espacio-tiempo inaccesible para el observador soportado por la superficie y para el observador en caída libre. En efecto, un observador uniformemente acelerado tiene un horizonte de sucesos y hay regiones del espacio-tiempo inaccesibles para este observador. Camila de Almeida y Alberto Saa (2006) dieron un tratamiento más accesible del horizonte de sucesos del observador acelerado.